# Biblioteca Fisher de Bellas Artes
La Biblioteca Fisher de Bellas Artes (en inglés Fisher Fine Arts Library) es un edificio situado en Filadelfia, la ciudad más poblada del estado de Pensilvania (Estados Unidos). Fue la biblioteca principal de la Universidad de Pensilvania desde 1891 hasta 1962. Fue diseñado por Frank Furness en estilo gótico veneciano y con piedra arenisca roja, ladrillo y terracota, con elementos tanto de fortaleza como de catedral. La piedra angular se colocó en octubre de 1888, la construcción se completó a fines de 1890 y el edificio se inauguró en febrero de 1891.
Tras la finalización de la Biblioteca Van Pelt en 1962, pasó a llamarse Furness Building (en honor a su arquitecto) y albergaba las colecciones de arte y arquitectura de la universidad. El edificio fue designado Monumento Histórico Nacional en 1985.
El Edificio Furness pasó a llamarse Biblioteca de Bellas Artes Anne and Jerome Fisher luego de una restauración de 6 años y 16,5 millones de dólares, completada en 1991. Está ubicado en el lado este de College Green, en Locust Walk y 34th Street.

## Diseño
El plan de la biblioteca es excepcionalmente innovador: la circulación a los cinco pisos del edificio se realiza a través de la escalera de la torre, separada de las salas de lectura y las estanterías.
La sala de lectura principal es un enorme espacio cerrado de cuatro pisos de ladrillo y terracota, dividido por una galería de la sala de lectura Rotunda de dos pisos. Este último tiene planta basilical, con salas de seminarios agrupadas alrededor de un ábside (como capillas laterales) y todo el espacio iluminado por ventanas de triforio. Encima de la sala de lectura hay una sala de conferencias de dos pisos, ahora un estudio de arquitectura. La sala de lectura principal, con su enorme tragaluz y la pared de ventanas orientadas al sur, actúa como un patio de luces, iluminando las habitaciones interiores circundantes a través de ventanas de vidrio emplomado.
Las pilas a prueba de fuego de tres pisos están ubicadas en un ala de hierro modular, con un techo de vidrio y pisos de bloques de vidrio para ayudar a iluminar los niveles inferiores. Fue diseñado para contener inicialmente 100 000 libros, pero también para expandirse continuamente, un tramo a la vez, con una pared sur móvil. El dibujo en perspectiva de Furness destacó este potencial de crecimiento mostrando pilas de nueve tramos, aunque las pilas iniciales de tres bahías nunca se expandieron.
En todo el edificio hay ventanas inscritas con citas de Shakespeare, elegidas por Horace Howard Furness (el hermano mayor de Frank), un profesor universitario y un destacado estudioso estadounidense de Shakespeare del siglo XIX. El arquitecto colaboró con Melvil Dewey, creador del Sistema Dewey de clasificación, y otros para hacer de este el edificio bibliotecario estadounidense más moderno de su tiempo.
La Biblioteca Henry Charles Lea, una adición de dos pisos al lado este del edificio, fue diseñada por Furness, Evans & Company y se completó en 1905.
La colección de Shakespeare de Horace Howard Furness se trasladó a la Biblioteca Van Pelt en la década de 1960. La antigua Sala de Lectura Furness se convirtió en la Galería Arthur Ross, que alberga la colección de arte de la Universidad. Inaugurada en 1983, la galería lleva el nombre de su benefactor, el célebre filántropo Arthur Ross, quien comenzó sus estudios universitarios en la Universidad de Pensilvania, pero luego se trasladó a la Universidad de Columbia . La entrada al público es gratuita.

## Crítica
En una generación, la exuberante obra maestra de Frank Furness se consideró una vergüenza. El Museo de la Universidad se trasladó a su propio edificio en 1899. En 1915, se construyó el ala Duhring en el extremo sur de las pilas, lo que hizo imposible su expansión diseñada. El arquitecto Robert Rodes McGoodwin elaboró planes para cubrir todo el edificio con ladrillos y piedra de estilo gótico colegial. El primer paso hacia esto fue la adición en 1931 de una sala de lectura frente a College Green (ahora la Galería Arthur Ross) que enmascara las pilas de hierro y vidrio. Casi perversamente, la incongruente adición del gótico colegiado de McGoodwin fue dedicada como un monumento a Horace Howard Furness.
El edificio sirvió como biblioteca principal de la Universidad de Pensilvania hasta la construcción de la Biblioteca Van Pelt en 1962. Hoy alberga colecciones relacionadas con la arquitectura, la arquitectura del paisaje, la planificación urbana y regional, la preservación histórica, la historia del arte y las artes de estudio.
En 1957, el arquitecto capacitado en Penn y dibujante del Philadelphia Evening Bulletin, Alfred Bendiner, invitó a Frank Lloyd Wright a recorrer el gigante victoriano, y luego amenazó con demolerlo. Wright proclamó: "Es obra de un artista".
La Biblioteca Furness fue incluida en el Registro Nacional de Lugares Históricos en 1972; fue incluido como propiedad contributiva en el Distrito Histórico del Campus de la Universidad de Pensilvania en 1978; y fue declarado Monumento Histórico Nacional en 1985.
Entre 1986 y 1991, el edificio fue restaurado por un equipo que incluía a Venturi, Rauch, Scott Brown & Associates, Inc., CLIO Group, Inc. y Marianna Thomas Architects. Con motivo de su centenario en febrero de 1991, se volvió a dedicar como la "Biblioteca de Bellas Artes Anne & Jerome Fisher" (llamada así por los principales benefactores de la restauración). La restauración de 16,5 millones de dólares obtuvo excelentes críticas del crítico de arquitectura del The New York Times Paul Goldberger, y recibió premios nacionales de la Victorian Society in America (1991), el Advisory Council on Historic Preservation (1992) y el American Institute of Architects (1993).
El edificio restaurado apareció de manera destacada en la película Filadelfia de 1993.
En una apreciación de 2009 en The Wall Street Journal, el historiador de la arquitectura Michael J. Lewis lo llamó "un acto descarado de impertinencia arquitectónica" y "el último de su tipo": "Hoy, el edificio de la Universidad de Pensilvania, ahora conocido como Fisher Fine Arts Library, es ampliamente reconocida como una de las grandes creaciones de la cultura estadounidense del siglo XIX y la obra principal de su arquitecto, Frank Furness (1839-1912)" 

## Galería

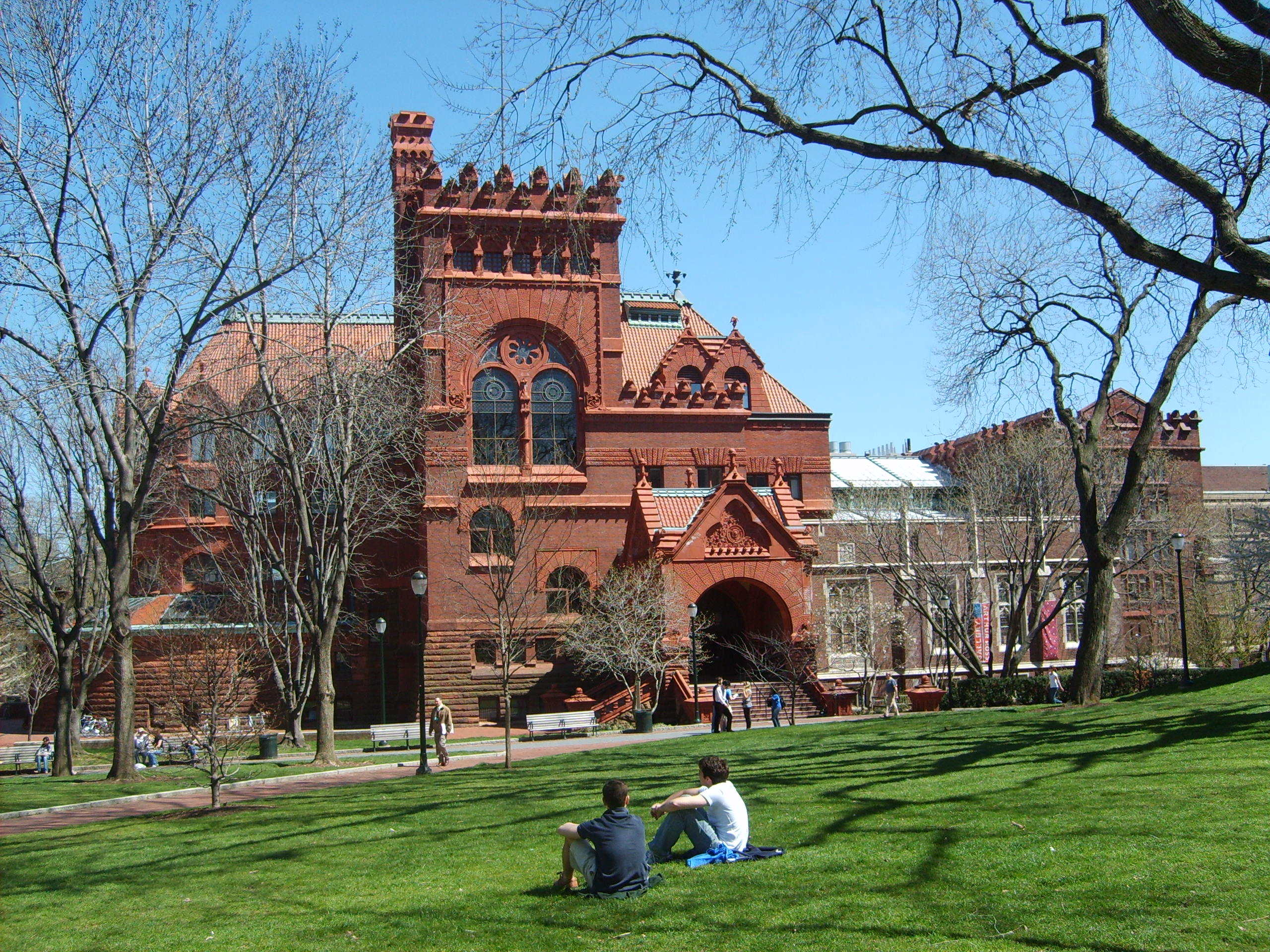
Arthur Ross Gallery y Duhring Wing
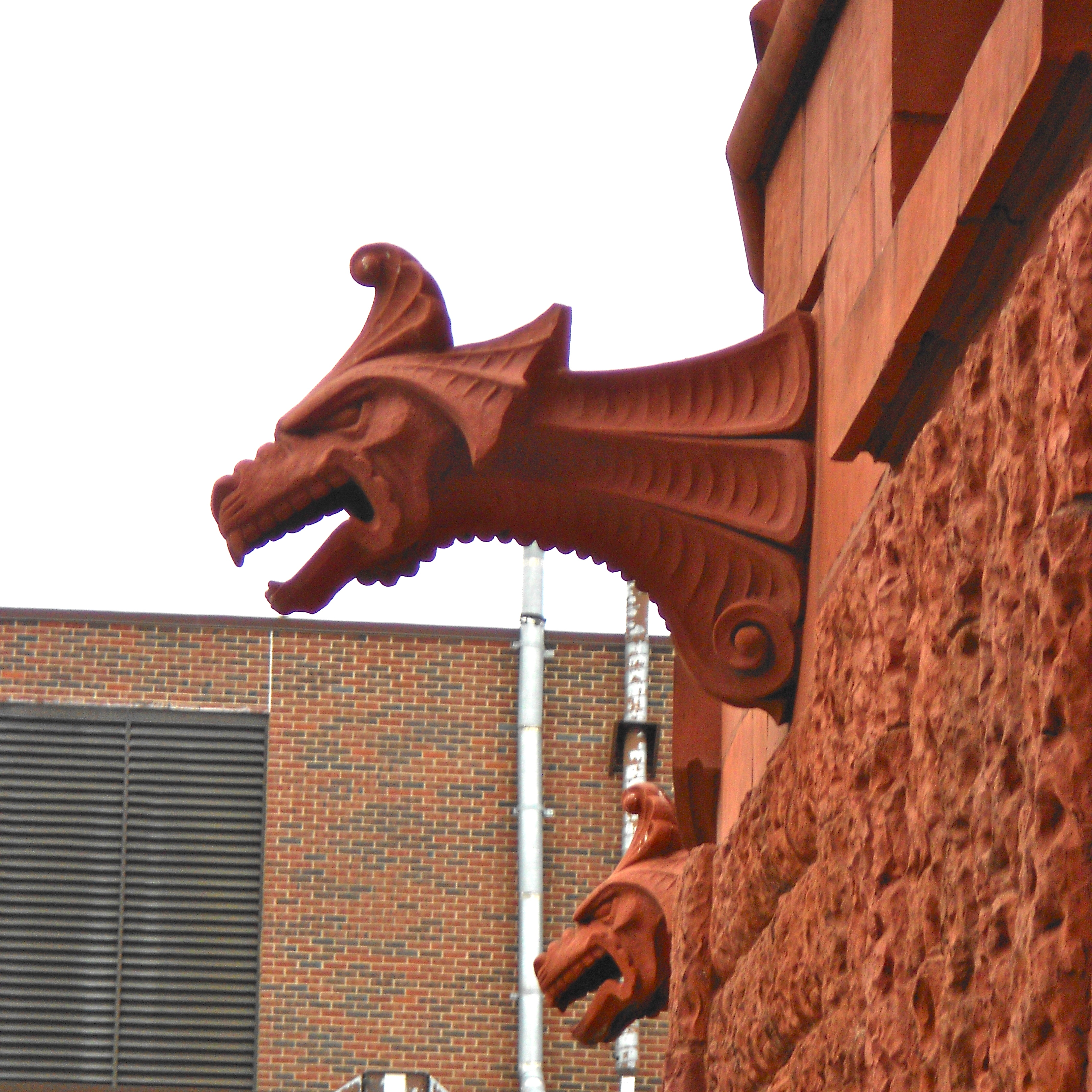
Gárgolas
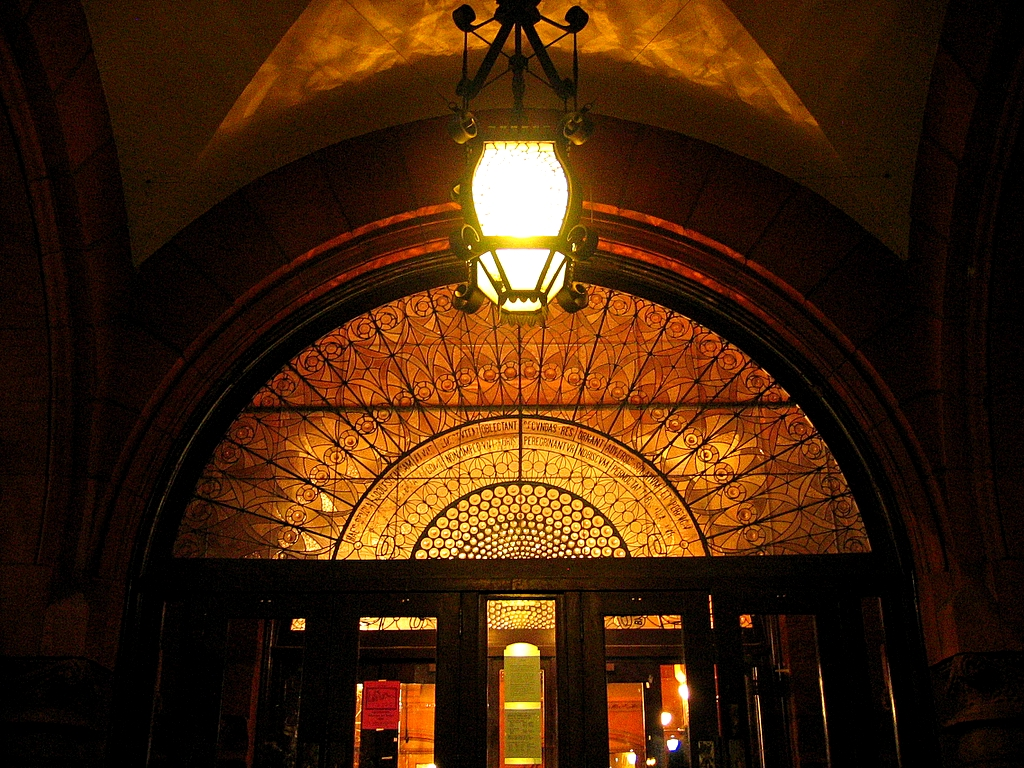
Farol del porche y lucernario de cristal emplomado
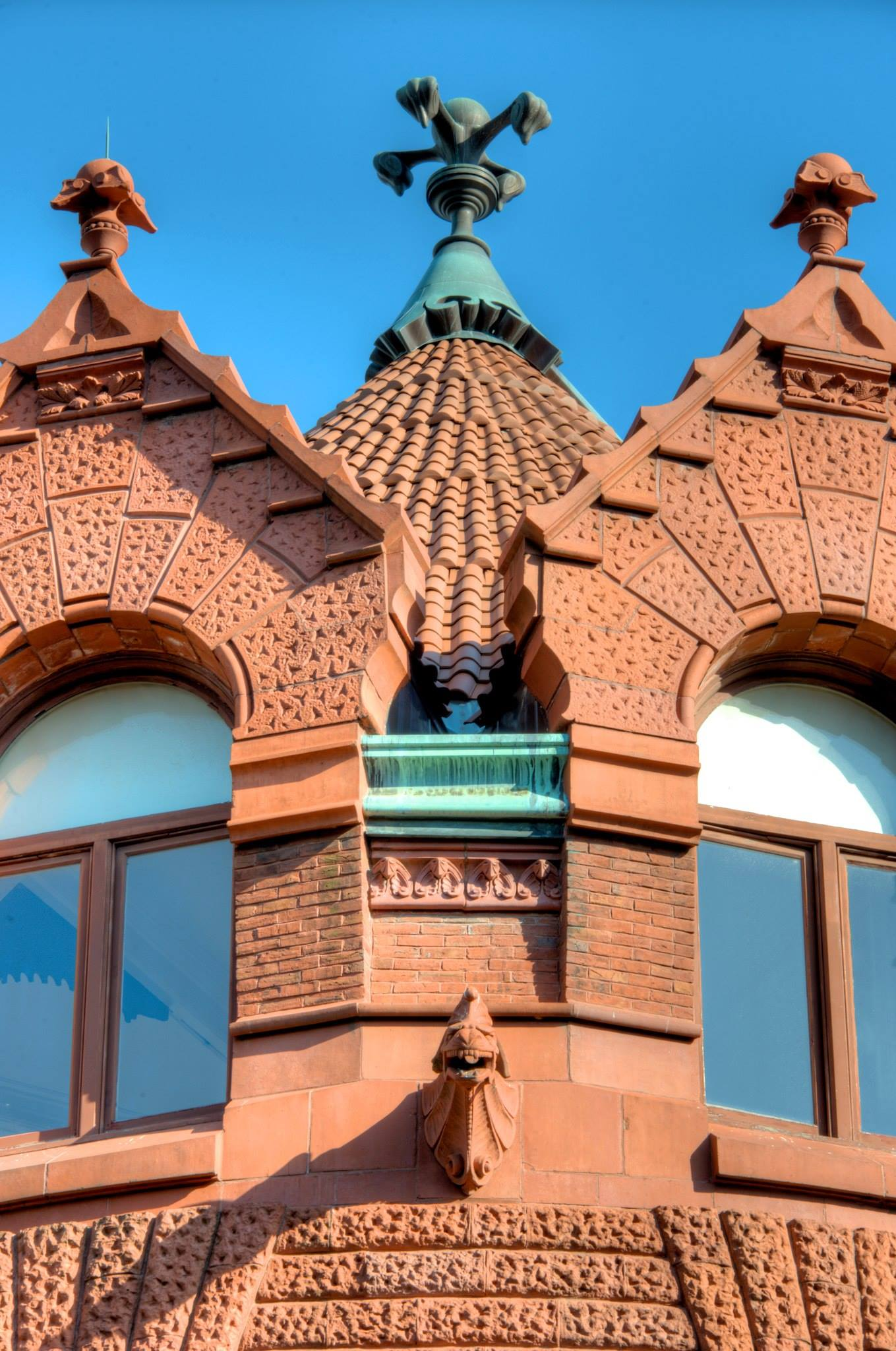
Detalles del exterior
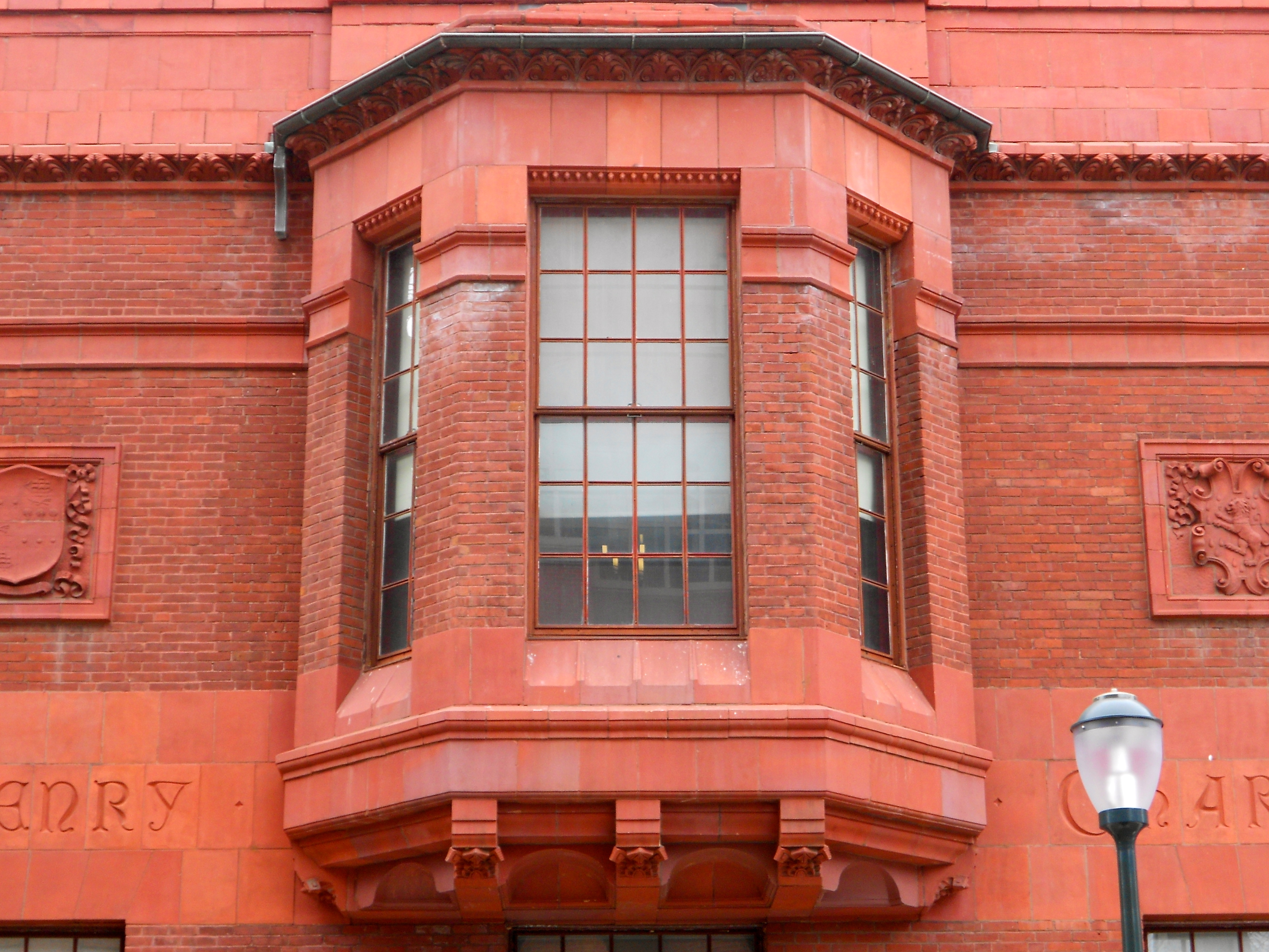
Bay window de la biblioteca Henry Charles Lea
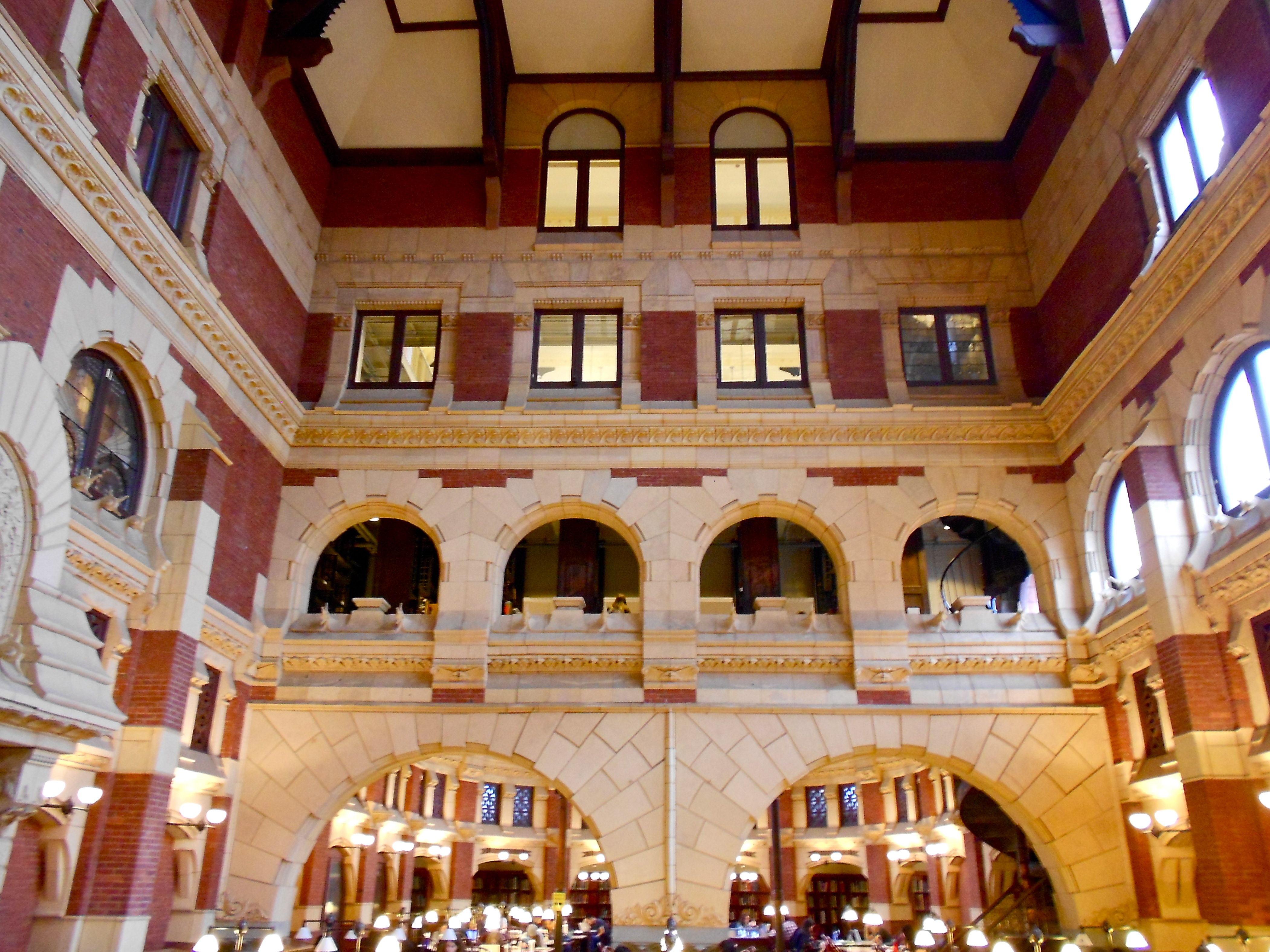
Sala de lectura